# Nikifor (Astaszewski)
Nikifor, imię świeckie: Nikołaj Pietrowicz Astaszewski (ur. 16 maja?/28 maja 1848, zm. 30 kwietnia 1937 w Nowosybirsku) – rosyjski biskup prawosławny.
Ukończył Kazańską Akademię Duchowną. W końcu lat 80. XIX wieku pracował w seminarium duchownym w Tomsku jako wykładowca. Przed 1897 przyjął święcenia kapłańskie i do 1914 był rektorem seminarium duchownego w Krasnojarsku, zaś przez trzy kolejne lata - w Tobolsku. W 1917 złożył wieczyste śluby mnisze, przyjmując imię Nikifor. Natychmiast otrzymał godność archimandryty.
W 1924 miała miejsce jego chirotonia na biskupa nowonikołajewskiego - pierwszego ordynariusza nowo powołanej eparchii. Na jej terenie prowadził zdecydowaną walkę z Żywą Cerkwią oraz grigoriewcami. W 1927 otrzymał godność arcybiskupa, w 1932 został metropolitą.
Zmarł w 1937 i został pochowany przy cerkwi Zaśnięcia Matki Bożej w Nowosybirsku. W 1961, w związku z zamknięciem tejże świątyni na polecenie władz radzieckich, jego szczątki przeniesiono na Cmentarz Zajelcowski.